# Bābolsar
Babolsar (persisch بابلسر Bābolsar) ist eine Stadt in der iranischen Provinz Mazandaran an der südlichen Küste des Kaspischen Meeres nahe der Mündung des Bābolflusses. Sie liegt 20 km nördlich von Bābol und ist umgeben von Reisfeldern.

## Geschichte
Die Stadt in Iran trägt ihren heutigen Namen seit 1927, zuvor war sie als Maschhad-e Sar bekannt.
Seit Mitte des 18. Jahrhunderts gewann der städtische Hafen an Bedeutung, büßte seinen kommerziellen Status jedoch nach der Regentschaft Reza Schahs zugunsten des heutigen Bandar-e Torkaman (ehemals Bandar-e Schah) wieder ein. Seit Ende des Zweiten Weltkriegs entwickelte sich die Stadt zu einem bedeutenden Badeort. Heute befinden sich in Babolsar die Hauptfakultäten der Universität von Mazandaran.

## Söhne und Töchter der Stadt
- Abdollah Movahed (* 1940), Ringer
- Shervin Hajipour (* 1997), Musikredakteur und Singer-Songwriter